# Federació Salvadorenca de Futbol
La Federació Salvadorenca de Futbol, també coneguda per l'acrònim FESFUT, és l'òrgan de govern del futbol salvadorenc. Va ser fundada l'any 1935 i es va afiliar a la Federació Internacional de Futbol Associació (FIFA) l'any 1938. El 1962 es va afiliar a la Confederació del Nord, Centreamèrica i el Carib de Futbol Associació (CONCACAF) i, el 1990, va ser membre fundador de la Unió Centreamericana de Futbol (UNCAF).

## Història
El 26 de juliol de 1899, es va disputar el primer partit de futbol al Salvador entre les seleccions de Santa Ana i San Salvador reforçades per jugadors d'origen britànic segons l'historiador Dr. Alejandro Gómez Vides. L'any 1921, es van celebrar els primers partits de la selecció nacional del Salvador, quan va ser convidada per Guatemala a la celebració de la independència de l'Amèrica Central. L'any 1930, la selecció nacional va participar en els II Jocs Centreamericans i del Carib celebrats a l'Havana (Cuba).
El 1935, es va fundar oficialment la Fesfut amb motiu de la celebració dels III Jocs Centreamericans i del Carib dels quals El Salvador en va ser la seu oficial. El 1938, la Fesfut es va afiliar a la Fifa. El 26 d'abril de 1940, es van aprovar els estatuts de la primera Federació Salvadorenca de Futbol sota la presidència del Dr. Luis Rivas Palacios. El 1962, la Fesfut es va afiliar a la Concacaf i, el 1990, va ser membre fundador de la Uncaf.
El 15 de novembre de 1965, amb l'objectiu de promocionar i desenvolupar l'esport del futbol, la presidència de la república va promulgar la Ley de Creación de la Federación Salvadoreña de Fútbol. Des de l'aprovació de la llei, la Fesfut ha sofert diversos canvis en els seus estatuts fins que, el 18 de novembre de 2001, es va aprovar una nova llei que és la que regeix actualment.

## Organització
La Fesfut és l'encarregada i responsable de la selecció nacional absoluta de futbol, també coneguda com a Selección Nacional Mayor, i de totes les seleccions nacionals de la resta de categories. També és responsable de les seleccions de futbol platja, futbol sala i futbol femení. Els campionats oficials de futbol al Salvador, sota la direcció de la Fesfut, estan formats per un bloc professional anomenat División Profesional, que inclou la primera, segona i tercera divisió, un bloc aficionat anomenat Sector Aficionado, que està format per 14 lligues Departamentals o ADFAS (Asociaciones Departamentales de Futbol Aficionado) i la Copa El Salvador, una competició per eliminatòries.
La Primera División de Fútbol Profesional, també coneguda com a Liga Mayor de Futbol (LMF) o Lliga salvadorenca de futbol, és la màxima competició futbolística del Salvador. Consta de deu equips i es disputa en dos tornejos semestrals: Apertura i Clausura.
La Segunda División de Fútbol Profesional, també coneguda com a Liga de Ascenso o Liga de Plata, consta de dos grups de deu equips i també es disputa en dos tornejos semestrals: Apertura i Clausura.
La Tercera División està formada per quatre grups de deu equips cadascun. El campió puja a la Liga de Plata i el darrer classificat baixa a la Liga Regional de Futbol Aficionado que organitzen les ADFAS.
Les Associacions Departamentals de Futbol Aficionat (ADFA) són organismes constituïts per la Fesfut amb l'objectiu de promoure, organitzar i dirigir els campionats nacionals i els tornejos de futbol aficionat. Cada Associació exerceix la seva autoritat a la circumscripció departamental corresponent que coincideix amb la divisió política del Salvador. Cada un dels departaments del Salvador organitza la seva lliga de futbol aficionat que vindria a ser com la quarta divisió del futbol salvadorenc. Aquests catorze departaments en que està dividit territorialment El Salvador, i que dona nom a cada lliga Adfa, són els següents: Ahuachapan, Cabañas, Chalatenango, Cuscatlán, La Libertad, La Paz, La Unión, Morazán, San Miguel, San Salvador, Santa Ana, San Vicente, Sonsonate i Usulután.
La Copa El Salvador és el campionat nacional de futbol en el qual hi participen els equips professionals de les tres divisions de la Fesfut. Un total de trenta-sis equips, dotze per categoria. Es disputa una fase inicial de grups i una fase final amb divuit equips que s'eliminen directament. La final es disputa a un sol partit i en camp neutral.